# Kommunalwahl in Mülheim an der Ruhr 2020
Die Kommunalwahl in Mülheim an der Ruhr 2020 fand am 13. September 2020 statt: Die Bürgerinnin und Bürger der Stadt Mülheim konnten dabei folgende Stimmen abgeben: 1 Stimme für die Bezirksvertretung (Bezirke: Rechtsruhr-Nord, Rechtsruhr-Süd und Linksruhr), 1 Stimme für den Stadtrat, 1 Stimme für die Oberbürgermeisterwahl und 1 Stimme für die „Ruhr-Wahl“ des RVR. Am 27. September 2020 fand zusätzlich noch die Stichwahl der Oberbürgermeisterkandidaten Marc Buchholz (CDU) und Monika Griefahn (SPD) statt.

## Stadtratswahl
- WIR AUS Mülheim: 1
- DIE LINKE.: 1
- Die PARTEI: 2
- GRÜNE: 13
- SPD: 12
- MBI: 3
- BAMH: 1
- FDP: 3
- CDU: 14
- AfD: 4

### Ergebnis
Wahlbeteiligung: 50,3 %, Gültig davon: 98,3 %; Wahlberechtigte: 130.571, Wähler: 65.651, ungültige Stimmen: 1.144, gültige Stimmen: 64.507
Die SPD erzielte ihr schlechtestes Ergebnis in Mülheim seit 1945, die CDU ihr zweitschlechtestes. Die Grünen erzielten hingegen ihr bestes Ergebnis. Die SPD musste ein Minus von 10,2 Punkten hinnehmen und verlor 5 Sitze, sie wurde drittstärkste Kraft hinter CDU und Grünen. Die Grünen konnten einen Zuwachs von 12,4 Punkten verbuchen und gewannen 7 Sitze und wurden zweitstärkste Kraft. Die CDU erzielte leichte Verluste von etwa 1 % und erzielte 14 Sitze (−1 Sitz). Verluste musste auch die kommunale Wählergruppe Mülheimer Bürgerinitiativen (MBI) hinnehmen, während sie 2014 noch mit 10,1 % viertstärkste Kraft waren, erzielten sie 2020 lediglich 4,7 % (−5,4 %) mit 3 Sitzen (−2 Sitze). Neu zog auch die PARTEI in den Stadtrat ein, welche auf Anhieb 4,4 % erzielte. Aufgrund dieses Ergebnisses bildeten CDU und Grüne eine Koalition, welche allerdings nur über 27 der 54 Sitze verfügt, jedoch mit der Stimme des CDU-Oberbürgermeisters Buchholz über eine Mehrheit von einer Stimme (also 28 Sitzen) verfügt.
| Wahlvorschläge       | Wahlvorschläge                                                                    | % 2020 | Sitze 2020 | % 2014 | Sitze 2014 |
| -------------------- | --------------------------------------------------------------------------------- | ------ | ---------- | ------ | ---------- |
| CDU                  | Christlich Demokratische Union Deutschlands                                       | 26,3   | 14         | 27,3   | 15         |
| GRÜNE                | Bündnis 90/Die Grünen                                                             | 23,4   | 13         | 12,0   | 6          |
| SPD                  | Sozialdemokratische Partei Deutschlands                                           | 21,3   | 12         | 31,5   | 17         |
| AfD                  | Alternative für Deutschland                                                       | 7,2    | 4          | 5,2    | 3          |
| MBI                  | Mülheimer Bürgerinitiative                                                        | 4,7    | 3          | 10,1   | 5          |
| FDP                  | Freie Demokratische Partei                                                        | 4,7    | 3          | 5,3    | 3          |
| Die PARTEI           | Die PARTEI                                                                        | 4,4    | 2          | -      | -          |
| DIE LINKE.           | DIE LINKE.                                                                        | 2,7    | 1          | 4,1    | 2          |
| WIR AUS Mülheim      | Wählerinitiative Ruhr – Alternativ – Unabhängig – Solidarisch Mülheim an der Ruhr | 2,4    | 1          | 1,4    | 1          |
| BAMH                 | Bürgerlicher Aufbruch Mülheim                                                     | 1,8    | 1          | -      | -          |
| Sonstige             |                                                                                   | 1,1    | -          | 4,2    | 2          |
| Gesamt               | Gesamt                                                                            | 100,0  | 54         | 100,0  | 54         |
| Wahlbeteiligung in % | Wahlbeteiligung in %                                                              | 50,28  | 50,28      | 50,35  | 50,35      |

## Bezirksvertretungswahlen

### Stadtbezirk 1 Rechtsruhr-Süd
Im Stadtbezirk 1 wurden die Grünen erstmals stärkste Kraft mit 27,8 % und einem Plus von 15,3 %. Sie stellen somit die Bezirksbürgermeisterin Britta Stalleicken. Ihre Stellvertreter sind Jörg Dieter Kampermann (CDU) und Peter Picktert (SPD).
- Linke: 1
- PARTEI: 1
- SPD: 4
- Grüne: 5
- MBI: 1
- FDP: 1
- CDU: 5
- AfD: 1

### Stadtbezirk 2 Rechtsruhr-Nord
Im Stadtbezirk 2 ist die SPD trotz eines Verlustes von 11,9 % nach wie vor stärkste Kraft in der Bezirksvertretung. Bezirksbürgermeister ist Heinz-Werner Czeczatka-Simon (SPD). Seine Stellvertreter/Stellvertreterin sind Armend Plana (CDU) und Ingrid Tews (Grüne).
- WIR AUS MH: 1
- Linke: 1
- PARTEI: 1
- SPD: 5
- Grüne: 3
- MBI: 1
- FDP: 1
- CDU: 4
- AfD: 2

### Stadtbezirk 3 Linksruhr
Im Stadtbezirk 3 stellt die CDU die Bezirksbürgermeisterin. In diesem Stadtbezirk ist die CDU bereits seit 1994 dominierend. Bezirksbürgermeisterin ist Elke Oesterwind (CDU), ihre Stellvertreter sind  Heidemarie Sinn-Leyendecker (Grüne, 1. Stellvertreterin) und Sebastian Kirsch (SPD, 2. Stellvertreter).
- Linke: 1
- PARTEI: 1
- SPD: 3
- Grüne: 5
- MBI: 1
- FDP: 1
- CDU: 6
- AfD: 1

## Oberbürgermeisterwahl
Zur Oberbürgermeisterwahl standen folgende Kandidaten auf dem Wahlzettel:
- Monika Griefahn (SPD)
- Marc Buchholz (CDU)
- Wilhelm Steitz (Grüne)
- Martina Debatin (FDP)
- Alexander von Wrese (AfD)
- Jürgen Abeln (Einzelbewerber)
- Horst Bilo (Einzelbewerber)
- Martin Fritz (BAMH)
- Jochen Hartmann (Einzelbewerber)
- Andreas Brings (PARTEI)

Sie ist somit die 5. direkte Oberbürgermeisterwahl von Mülheim. Da im ersten Wahlgang kein/keine Kandidat/Kandidatin die absolute Mehrheit erzielte, kam es zu einer Stichwahl, in dieser Stichwahl wurde Marc Buchholz (CDU) zum Oberbürgermeister von Mülheim gewählt. Im Juli 2020 hatte Amtsvorgänger Ulrich Scholten (SPD) erklärt aufgrund einer gesundheitlichen dauerhaften Dienstunfähigkeit erklärt bei der Wahl 2020 nicht antreten zu wollen.

## „Ruhr-Wahl“
Im Jahr 2020 wurde die 91 Mitglieder des Ruhrparlaments, dem Legislativorgan des RVR, erstmals direkt gewählt. In Mülheim ergab sich folgendes Ergebnis: